# 扬西
扬西（西班牙語：Yanci）是西班牙纳瓦拉的一个市镇。总面积17平方公里，总人口597人（2001年），人口密度35人/平方公里。